# Regeringen Scavenius
Regeringen Scavenius var Danmarks regering 9. november 1942-5. maj 1945.
Vilhelm Buhls regering faldt på grund af Telegramkrisen i november 1942, da den danske regering  blev omdannet efter tysk krav. Den tyske besættelsesmagt krævede, at flere ministre som fx statsministeren skulle være upolitiske. Det krav blev efterkommet, men ikke et krav om nazistiske ministre i regeringen. Den nye statsminister Erik Scavenius havde været radikal minister under første verdenskrig og siden formand for Det Radikale Venstre, men havde ikke siden 1932 været medlem af et parti.
Efter Augustoprøret i 1943 stillede den tyske besættelsesmagt flere krav, som de danske myndigheder ikke kunne gå ind på. Regeringen indgav derfor 29. august 1943 sin afskedsbegæring til kong Christian 10., der med fuldt overlæg ikke imødekom den. Regeringen ophørte herefter reelt med at fungere, selv om den formelt var ved magten. Nu opstod Departementschefstyret, hvor ministeriernes departementschefer og direktører varetog ledelsen af landet. Først efter befrielsen 5. maj 1945 kunne der atter skaffes ordnede forhold, og Regeringen Scavenius og Departementschefstyret blev denne dag afløst af Regeringen Vilhelm Buhl II.
Regeringen Scavenius bestod af følgende ministre fra Socialdemokratiet, Det Radikale Venstre, Venstre og Det Konservative Folkeparti samt upolitiske fagministre der bestred deres embede samtidig med, at de fungerede som ministre:
- Statsminister og Udenrigsminister: Erik J.C. Scavenius (Radikale Venstre i 1909-1932)
- Finansminister: K.H. Kofoed (Departementschef i Finansministeriet)
- Indenrigsminister: Jørgen P.L. Jørgensen (Radikale Venstre)
- Justitsminister: Eigil Thune Jacobsen (Rigspolitichef)
- Undervisningsminister: A.C. Højberg Christensen (Undervisningsinspektør for  Gymnasieskolerne)
- Kirkeminister: Valdemar Holbøll (Departementschef i Kirkeministeriet)
- Forsvarsminister: Søren Brorsen (Venstre)
- Minister for offentlige arbejder: Gunnar Larsen (Bestyrelsesformand for FLSmidth)
- Trafikminister: Niels Elgaard (Venstre)
- Minister for landbrug og fiskeri: Kr.M. Bording (Socialdemokratiet)
- Minister for handel, industri og søfart: Halfdan Hendriksen (Konservative)
- Socialminister: Laurits Hansen (Socialdemokratiet)
- Arbejdsminister: Johannes Kjærbøl (Socialdemokratiet)